# Gudrun Burwitz
Gudrun Margarete Elfriede Emma Anna Burwitz, nata Himmler (Monaco di Baviera, 8 agosto 1929 – Monaco di Baviera, 24 maggio 2018), era la figlia di Heinrich Himmler e Margarete Himmler.
Suo padre, come Reichsführer-SS, era un membro di spicco del Partito Nazista e fu il principale responsabile nell'organizzare la soluzione finale della questione ebraica.
Dopo la vittoria degli Alleati, fu arrestata e fatta testimoniare ai processi di Norimberga. Non rinunciando mai all'ideologia nazista, ha costantemente combattuto per difendere la reputazione di suo padre ed è stata strettamente coinvolta nei gruppi neonazisti che sostengono gli ex membri delle SS. Sposò Wulf Dieter Burwitz, un ufficiale dell'estremista NPD.

## Biografia

### Il legame con il padre

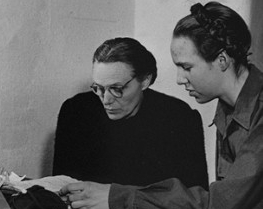
Margarete e Gudrun Himmler Burwitz (a destra) al processo del Tribunale militare internazionale contro i criminali di guerra a Norimberga.

Nata a Monaco nel 1929, Gudrun Himmler era l'unica figlia di Heinrich Himmler, Reichsführer-SS, capo delle forze di polizia e di sicurezza e ministro degli interni del Reich nella Germania nazista, e di sua moglie Margarete Siegroth, nata Boden, sebbene i coniugi adottarono in seguito un bambino, Gerhard (nato Von der Ahe'), che, arruolatosi adolescente sul finire del conflitto, venne catturato dai sovietici e rilasciato nel 1955. Diventato il più giovane prigioniero di guerra tedesco dell'Unione Sovietica, è morto a Lubecca nel 2011, all'età di 82 anni).
Himmler ebbe anche due figli illegittimi, Helge e Nanette-Dorothea, dalla sua segretaria, Hedwig Potthast, morta nel 1994 a Baden-Baden. Heinrich Himmler adorava sua figlia e la faceva stare regolarmente nei suoi uffici a Berlino da Monaco, dove viveva con sua madre. Quando era a casa, le telefonava quasi tutti i giorni e le scriveva ogni settimana. Ha continuato a chiamarla con il soprannome della sua infanzia "Püppi" per tutta la vita e ha accompagnato suo padre in alcuni incarichi ufficiali.
Ha contestato il fatto che Heinrich Himmler, morto in mano britannica il 23 maggio 1945, si sia tolto la vita rompendo una capsula di cianuro nascosta, sostenendo invece che sia stato assassinato. Alla fine della seconda guerra mondiale, lei e sua madre furono arrestate dagli americani e detenute in vari campi in Italia, Francia e Germania. Portate a Norimberga per testimoniare ai processi e furono rilasciate nel novembre 1946. Gudrun in seguito ricordò quella situazione come la più difficile della sua vita, sostenendo che lei e la madre furono trattate come se avessero dovuto espiare i peccati di suo padre.
Non ha mai rinunciato all'ideologia nazista e ha ripetutamente cercato di giustificare le azioni di suo padre, relativamente al contesto del suo tempo. Chi l'ha conosciuta dice che Gudrun ha sempre dato del padre "un'immagine d'oro". Himmler invece aveva avuto, come sopra citato, una lunga relazione extraconiugale, oltre alle enormi responsabilità per i crimini nazisti della seconda guerra mondiale.

### La sua vita dopo la guerra
Sposò il giornalista e autore Wulf Dieter Burwitz, che in seguito divenne un ufficiale di partito nella sezione bavarese del NPD di estrema destra, e ebbe due figli. È stata per decenni una figura di spicco nel Stille Hilfe ("Aiuto Silenzioso"), un'organizzazione formata per aiutare gli ex membri delle SS, che ha assistito Klaus Barbie ("il macellaio di Lione") della Gestapo di Lione e Martin Sommer, altrimenti noto come "il boia di Buchenwald", e secondo quanto riferito ha continuato a sostenere una casa per anziani protestante a Pullach, vicino a Monaco.
Dal 1961 al 1963 ha lavorato, sotto falso nome, come segretaria per l'agenzia di intelligence della Germania Occidentale, il Bundesnachrichtendienst (BND), nella sua sede di Pullach. All'epoca l'agenzia era guidata da Reinhard Gehlen, un ex generale della Wehrmacht, reclutato dagli americani, che assunse, tra gli altri, molti ex nazisti a lavorare per il BND sulla base dei loro legami ed esperienze con l'Europa dell'Est e attività anticomuniste. Si ritirò nel 1968, un anno dopo l'età normale di pensionamento per i dipendenti pubblici nella Germania Occidentale.
Ai tanti raduni annuale dell'Aiuto Silenzioso a cui partecipò a Ulrichsberg in Austria, fu stella di prima grandezza. Oliver Schröm, autore di un libro sull'organizzazione, la descrisse come una "sgargiante principessa nazista" ("schillernde Nazi-Prinzessin").
Peter Finkelgrun, giornalista investigativo ebreo-tedesco, ha scoperto che Burwitz ha fornito sostegno finanziario al fuggitivo Anton Malloth, ex guardia carceraria nazista e criminale di guerra. Nel 2001 Malloth fu condannato per aver picchiato a morte almeno 100 prigionieri nel campo di concentramento di Theresienstadt, incluso il padre di Finkelgrun nel 1943.
Gudrun Burwitz è morta il 24 maggio 2018 nella sua casa vicino a Monaco all'età di 88 anni.